# Margherita Grandi
Margherita Grandi (Harwood Island, Austràlia, 10 d'octubre de 1892 - Milà, 29 de gener de 1972) fou una soprano australiana nacionalitzada italiana, particularment associada amb papers dramàtics d'òperes italianes. Va posseir una veu potent i va ser una magnífica i enèrgica cantant i actriu.

## Biografia
Margherita Grandi va néixer com Margaret Gard a Harwood Island, a prop de Maclean, en la part nord de Nova Gal·les del Sud, Austràlia. En 1903 la seva família es va desplaçar a l'illa de Tasmània, i allà ella va anar a escola a la ciutat d'Hobart. Va deixar Austràlia per anar a estudiar a París, on va cursar estudis amb Mathilde Marchesi, Emma Calvé i Jean de Reszke.
El 1922 va estrenar l'òpera Amadis de Massenet a Montecarlo.
Va anar a Itàlia, on es va casar amb l'escenògraf Giovanni Grandi, amb qui va tenir una filla, Patricia. Després de fer estudis de perfeccionament a Milà, amb Celestina Boninsegna i Giannina Russ, i d'una absència escènica de gairebé deu anys, va fer un nou debut el 1932, en aquest cas com a soprano i fent servir el cognom de casada, Grandi, al Teatre Carcano de Milà, cantant el rol principal de l'òpera Aida de Verdi. Va fer el seu debut a La Scala l'any 1934, interpretant la Helena de l'òpera Mefistofele d'Arrigo Boito. Va fer el seu debut britànic l'any 1939 a Glyndebourne, amb el paper de Lady Macbeth de l'òpera Macbeth de Verdi, una actuació que va ser considerada la seva interpretació més important. L'any 1940 va cantar el paper de Maria en l'estrena italiana de l'òpera Friedenstag de Richard Strauss. Durant la Segona Guerra Mundial va ser enviada a un campament d'internament a Avellino, a prop de Nàpols; el seu marit va aconseguir el seu alliberament i la va dur als Alps italians. Es creu que va donar activament suport als partisans, i que va ajudar els aviadors aliats a passar d'amagat a Suïssa.
Després de la Segona Guerra Mundial va anar a la Gran Bretanya, on va cantar al Royal Opera House de 1947 a 1950, en els papers de Donna Anna del Don Giovanni de Mozart, Leonora d'Il trovatore i la Tosca de l'òpera homònima de Puccini, i va estrenar The Olympians d'Arthur Bliss, fent el paper de Diana. Va cantar Lady Macbeth el 1947 al Festival d'Edimburg, una interpretació que anys més tard es va editar en CD. En 1948 va enregistrar la escena del somnambulisme del quart acte de Macbeth ('Una macchia e qui tuttora') en versió dirigida per Sir Thomas Beecham, però la notal final de l'escena, en Re bemoll, va ser cantada per la soprano coloratura anglesa Dorothy Vincle. Quan es va escampar la notícia de que no havia estat pas ella que havia donat aquesta nota, Grandi va confirmar que efectivament no l'havia pas cantada ella, però que ho faria en directe al següent concert a l'Albert Hall de Londres, i efectivament així ho va fer.
La veu de Margherita Grandi es pot sentir a la pel·lícula de 1948 Les sabatilles vermelles. Es va retirar dels escenaris el 1951, i va morir a Milà el 1972.
També es pot sentir la seva veu, fent de Giulietta, a Els Contes de Hoffmann de Jacques Offenbach, en versió dirigida per Thomas Beecham, i en extractes de les òperes Macbeth, La forza del destino i Don Carlos de Verdi, i en la Tosca de Puccini. Va deixar pocs enregistraments comercials. Mai va actuar a la seva Austràlia natal ni, de fet, mai va retornar al seu país d'origen després d'haver sortir l'any 1911.